# Саджівецька сільська рада
Саджіве́цька сільська́ ра́да — адміністративно-територіальна одиниця та орган місцевого самоврядування в Гусятинському районі Тернопільської області. Адміністративний центр — село Саджівка.

## Загальні відомості
- Територія ради: 19,555 км²
- Населення ради: 428 осіб (станом на 2001 рік)

## Населені пункти
Сільській раді підпорядковані населені пункти:
- с. Саджівка

## Склад ради
Рада складається з 12 депутатів та голови.
- Голова ради:
- Секретар ради: Мохнацька Марія Василівна

### Керівний склад попередніх скликань
| Прізвище, ім'я, по батькові | Основні відомості                                                          | Дата обрання | Дата звільнення |
| --------------------------- | -------------------------------------------------------------------------- | ------------ | --------------- |
| Фідляр Микола Степанович    | Сільський голова, 1967 року народження, член Соціалістичної партії України | 26.03.2006   | 31.10.2010      |
| Сідляр Микола Степанович    | Сільський голова, 1967 року народження, освіта вища                        | 31.10.2010   | 11.11.2014      |

Примітка: таблиця складена за даними сайту Верховної Ради України

### Депутати
За результатами місцевих виборів 2010 року депутатами ради стали:

#### За суб'єктами висування
| Суб'єкт висування | Кількість обраних депутатів | %   |
| ----------------- | --------------------------- | --- |
| Самовисування     | 12                          | 100 |

#### За округами
| № округу | Прізвище, ім'я, по батькові    | Дата визнання обраним | Освіта             | Партійна приналежність | Відомості про обраного депутата |
| -------- | ------------------------------ | --------------------- | ------------------ | ---------------------- | ------------------------------- |
| 1        | Гортинська Марія Володимирівна | 01.11.2010            | середня спеціальна | позапартійна           | тимчасово не працює             |
| 2        | Паляниця Василь Володимирович  | 01.11.2010            | середня спеціальна | позапартійний          | тимчасово не працює             |
| 3        | Музика Степан Михайлович       | 01.11.2010            | вища               | позапартійний          | Церква с. Соломна, священик     |
| 4        | Сухович Михайло Степанович     | 01.11.2010            | середня            | позапартійний          | тимчасово не працює             |
| 5        | Шевчук Володимир Михайлович    | 01.11.2010            | середня спеціальна | позапартійний          | тимчасово не працює             |
| 6        | Пророчок Федір Степанович      | 01.11.2010            | середня спеціальна | позапартійний          | ПЗ «Медобори», лісник           |
| 7        | Шаварин Тарас Володимирович    | 01.11.2010            | середня спеціальна | позапартійний          | приватний підприємець           |
| 8        | Антонишин Дмитро Теодорович    | 01.11.2010            | середня            | позапартійний          | тимчасово не працює             |
| 9        | Сагайдак Надія Йосипівна       | 01.11.2010            | середня спеціальна | позапартійна           | Сільська рада, бухгалтер        |
| 10       | Мохнацька Марія Василівна      | 01.11.2010            | вища               | позапартійна           | Сільська рада, секретар         |
| 11       | Виятик Ігор Федорович          | 01.11.2010            | середня спеціальна | позапартійний          | тимчасово не працює             |
| 12       | Завируха Микола Степанович     | 01.11.2010            | середня спеціальна | позапартійний          | приватний підприємець           |